# 水沟站 (陕西省)
水沟站是位于陕西省千阳县水沟乡的一个铁路车站，邮政编码721103。车站建于1995年，有宝中铁路经过该站，现办理客货运业务，车站及其上下行区间均已电气化。车站距离宝鸡站75公里，隶属西安铁路局，是四等站。